# Eduardo Moya Cantillo
Edu Moya (Monesterio, 3 de gener de 1981) és un futbolista extremeny, que ocupa la posició de defensa.

## Trajectòria esportiva
Format al planter del CF Extremadura, la temporada 00/01 debuta amb els d'Almendralejo a la Segona Divisió, jugant-hi 26 partits entre el 2000 i el 2002. Quan l'Extremadura baixa a Segona B, el defensa fitxa pel CD Tenerife. Amb els canaris és titular la temporada 02/03, amb 33 partits. A la campanya següent, serà cedit durant mig any al RCD Mallorca, amb qui debuta a primera divisió.
De nou al Tenerife, va disputar dues temporades més amb l'onze canari, totes elles a la categoria d'argent. L'estiu del 2006 retorna a la màxima categoria al fitxar pel Recreativo de Huelva. Suma dues temporades amb els andalusos, les dues com a suplent. En acabar la temporada 2007/08 acaba contracte amb el Recreativo de Huelva i decideix fitxar pel Celta de Vigo davant la suculenta oferta que li és oferta des del club viguès el qual milita en la segona divisió. Després del seu pas pel Celta de Vigo fitxa per l'Hèrcules CF per al que resta de temporada 2009-2010.
A la temporada 2010-11 fitxa pel Xerez Club Deportivo.